# أبواب المدينة المنورة
أبواب سور المدينة المنورة خلال 12 قرن:

## باب العوالي
ويعرف قديمًا بباب النخيل؛ لأنه يؤدي إلى مزارع النخيل الكثيرة في تلك المنطقة.وهو من أبواب السور الثاني، يقع في الجهة الشرقية المسجد النبوي، جانحاً إلى الجنوب قليلًا، ملاصقًا لسور البقيع من الجنوب، يؤدي إلى منطقة العوالي وما جاورها من مزارع النخيل. ويتكون من عقد حجري بسيط نصف دائري، يرتكز على دعامتين شبه دائرية ترتبط بأطراف السور، بينهما ضلفتان من الخشب الخالي من النقوش والزخارف، ويعلو العقد نجاف من خشب يبرز إلى الداخل والخارج حوالي 40 سم، بني في أعلاه دروة على هيئة جملون غير مرتفع ترتبط نهايته بنهاية ذروة السور. بني الباب بالحجر الغير منحوت، بارتفاع 4م تقريبًا، وعرض يتراوح ما بين 3.50ـ 4م، وأقيم بجواره من الداخل دكتان لجلوس العسكر عليها، وغرفتان في الجهة الجنوبية، لهما بابان من داخل السور، ونافذة تطل على مدخل الباب، للحراسة الكركون. بني هذا الباب مع بناء السور الثاني بعد عام 1220هـ زمن محمود خان، ثم أعاد عبد المجيد الأول إعماره في الفترة من 1265هـ ـ 1277هـ، ثم جدده عبد العزيز بن محمود الثاني عام 1285هـ.

## باب الكومة
من أبواب السور الثاني، يقع في الجهة الشمالية الغربية للمسجد النبوي، ملاصقًا لسور القلعة من الجهة الغربية، وسمي بالكومة نسبة لأحد الشيوخ المغاربة. قال ابن موسى: «هو خاص بدخول أهل العنابس ومن جاء من ناحية الجفر والفقرة ـ جبل الأحامدة من القراشة ـ ومنه دخول أهل جزع السيح، ومنه يخرج من أراد زيارة المساجد بسفح جبل سلع، ومنه إخراج الغنم للذبح وإدخالها بعد نقل المجزرة إلى خارج البلدة عند قلعة قبة السلامة». بني هذا الباب مع بناء السور الثاني بعد عام 1220هـ زمن محمود خان، ثم جدده عبد العزيز بن محمود الثاني عام 1285هـ.

## باب البرابيخ
يعد هذ الباب من أبواب السور الثاني ويقع في الجهة الغربية للمسجد النبوي، مقابل الزقاق الأول من أزقة البرابيخ الثلاثة، والواقع أمام حوش أبي شوشة مباشرةً ويؤدي إلى منطقة أرض محبت وما جاورها. وهو من الأبواب البسيطة التي لا ترتبط بأبراج أو قلاع، صُمِمَ من عقد بسيط من الحجر يرتكز على دعامتين حجريتين أيضًا، بني مع بناء السور الخارجي الذي بناه أهل المدينة بعد عام 1220هـ زمن محمود خان، وسمي بالبرابيخ، وهي وحدات من الفخار أسطوانية الشكل، مفرغة من الداخل، تثبت الواحدة خلف الأخرى من خلال وجود شفة بارزة وأخرى سالبة، ثم تلحم بالطين أو النورة، وتستعمل كأنابيب لصرف المياه في مخارج الدبول أو دورات المياه، ـ نظرًا للتشابه بينها وبين العقود الحجرية المكونة للجسر المقام على وادي أبي جيدة بقرب الباب المذكور. 
تهدم الباب، وسقط العقد الحجري منذ فترة بعيدة، حتى إن الكثير من أهل المدينة لا يتذكرون هذا الباب، ويظهر الجزء المتبقي على هيئة دكة بجوارها حجرة صغيرة استخدمت فيما بعد كمركز للشرطة المعروف آنذاك (بالكركون) وظل جسر البرابيخ (والكركون) قائمًا كرمز لباب البرابيخ.

## باب الحمام
من أبواب السور الداخلي، يقع في الجهة الجنوبية من المسجد النبوي، بالقرب من حمام طيبة وبها سمّي، ويؤدي إلى شارع الجنائز والأحوشة والبساتين التي حوله. فتح هذا الباب آل بافقيه في أواخر عهد العثمانيين، ولعل ذلك قد تم في الفترة من عام 1331 ـ 1334هـ، حيث تشعر عبارة علي حافظ أنه فتح مع باب بصري وباب القاسمية في فترة واحدة، ومن المعروف أن بصري باشا كان محافظًا على المدينة من عام 1331ـ 1344هـ. ويعد من الأبواب الفرعية للسور.

## باب الشامي
ويعرف قديمًا بالباب الكبير، وهو من أبواب السور الأول، يقع في الجهة الشمالية الغربية للمسجد النبوي بمحاذاة القلعة من جهة الغرب، ويؤدي إلى طريق الجرف وسيدنا حمزة.
بني هذا الباب مع بناء السور الأول زمن إسحاق بن محمد الجعدي عام 263هـ ثم جدده عضد الدولة البويهي في الفترة من عام 367 ـ 372هـ، ثم أعاد الجواد الأصبهاني بناءه مع بناء السور عام 540هـ وجدده حسن بن الناصر محمد بن قلاون عام 751هـ، ثم جدده سليمان القانوني في بنائه للسور في الفترة من عام 939 ـ 949هـ، وبناه بالأحجار المنحوتة، ثم جدده محمد خان بن إبراهيم خان سنة 1078هـ ثم من بعده عبد العزيز عام 1285هـ، وهو الباب الرئيسي لدخول الحجاج القادمين من بلاد الشام وما وراءها، وهو أوجه أبواب البلدة الطيبة.

## باب بصري
من أبواب السور الداخلي، يقع في الجهة الشمالية للمسجد النبوي جانحًا إلى الغرب قليلًا، ويؤدي إلى شارع السحيمي، ومحلة باب المجيدي.
فتح هذا الباب في أواخر عهد العثمانيين، ولعل ذلك في الفترة من عام 1331 ـ 1334هـ، أيام كان بصري باشا محافظًا على المدينة المنورة، وقد سمَّي بإسمه وهو من الأبواب الفرعية.

## باب الصغير
من أبواب السور الأول، يقع في الجهة الغربية الشمالية للمسجد النبوي ملاصقاً للقلعة من الجنوب، وبقربه السجن العام، يؤدي إلى المناخة للقادم من الشمال بعد دخوله من باب الشامي، وسمي بالصغير لقربه من باب الشامي المسمى بالكبير. بني مع بناء السور الأول عام 263هـ، ثم جدده البويهي في الفترة من عام 367 ـ 372هـ، ثم أعاد الجواد الأصبهاني بناءه بعد أن هدم عام 540هـ وجدده حسن بن الناصر محمد بن قلاون عام 750هـ، ثم جدده سليمان القانوني في بنائه للسور في الفترة من عام 939 ـ 949هـ وبناه بالحجر الغير منحوت، ثم جدده محمد خان بن إبراهيم خان سنة 1078هـ ثم من بعده عبد العزيز خان عام 1285هـ.
للباب ضلفتان من الخشب مصفح بالحديد، يكتنفه برجان، ومركز للشرطة (الكركون)، ودكتان من الداخل، وبني فوقه دار الحكومة المحلية، كان يغلق هو وباب المصري وقت آذان الجمعة حتى تنفصل المناخة عن المدينة فتقام فيها جمعة مستقلة في مسجد المصلى.

## بابالبقيع
يسمى أيضًا بباب الجمعة، ويعد من أبواب السور الداخلي، حيث يقع شرقي المسجد النبوي على بعد 215 متر تقريبًا من باب جبريل، ومنه يخرج إلى بقيع الغرقد وبقيع العمات. بنيَ هذا الباب مع بناء السور الأول زمن إسحاق بن محمد الجعدي عام 263هـ، ثم جدده عضد الدولة البويهي في الفترة من عام 367 ـ 372هـ وصفه المقدسي بأنه باب هائل ـ ثم أعاد الجواد الأصبهاني بناءه مع إعادة بناء السور عام 540هـ، وعندما بنى نور الدين زنكي السور الخارجي عام 558هـ جدد هذا الباب تجديداً متقناً، وجعله من الخشب مغشى بصفائح الحديد، وكتب إسمه عليه من الداخل ونص عليه: (هذا ما أمر بعمله العبد الفقير إلى الله تعالى محمود بن زنكي بن آقسنقر غفِر الله له سنة 558هـ)، ثم جدده حسن ابن الناصر ابن محمد بن قلاون عام 751هـ. وظل هذا الباب إلى عام 945هـ، حيث جدده سليمان القانوني مع تجديده لبناء السور، ثم جدده محمد خان بن إبراهيم خان سنة 1078هـ، وكتب إسمه عليه، ثم من بعده عبد العزيز خان سنة 1285هـ، وهو من الأبواب التي حافظت على إسمها على مدار العصور.

## باب القاسمية
من أبواب السور الداخلي، يقع في الجهة الجنوبية الغربية للمسجد النبوي الشريف، ويؤدي من الشونة إلى المناخة وما حولها. فتح هذا الباب آل مدني في أواخر عهد العثمانيين، ولعل ذلك قد تم في الفترة من عام 1331 ـ 1334هـ، حيث تشعر عبارة علي حافظ أنه تم فتحه مع باب بصري وباب الحمام في فترة واحدة. ومن المعروف أن بصري باشا كان محافظاً على المدينة في تلك الفترة المتقدمة. وهو من الأبواب الفرعية، وقد أزيل ضمن مشروع إزالة سور المدينة الذي بدأ حوالي عام 1370هـ

## إزالة الأبواب
ظلت الأبواب على الأوضاع المذكورة حتى أزيلت ضمن مشروع إزالة أسوار المدينة الذي بدأ حوالي عام 1370هـ، 1950م.